# Santa Rosa Xtampak
Santa Rosa Xtampak è un sito archeologico maya situato nello stato messicano del Campeche.

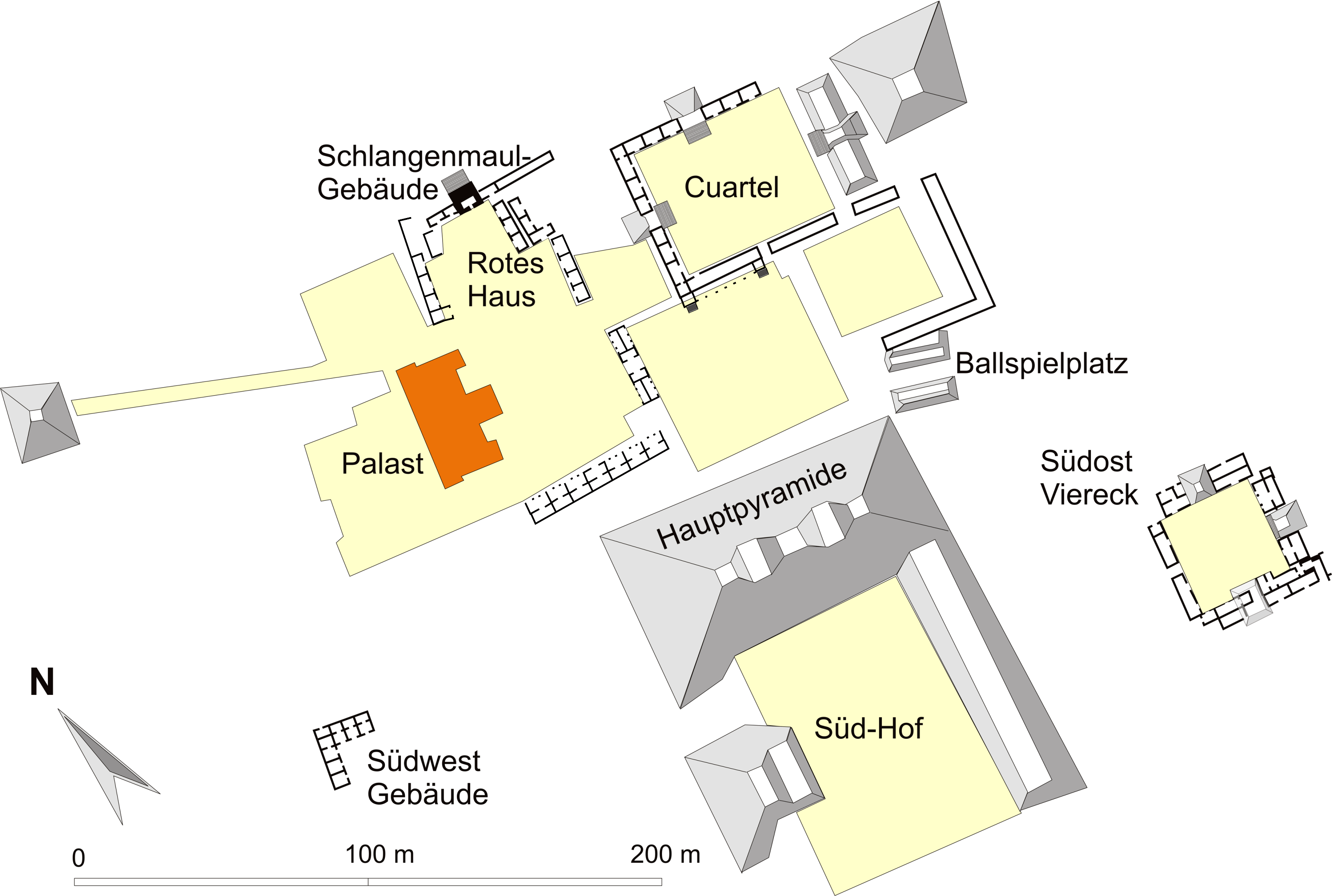
Pianta del sito

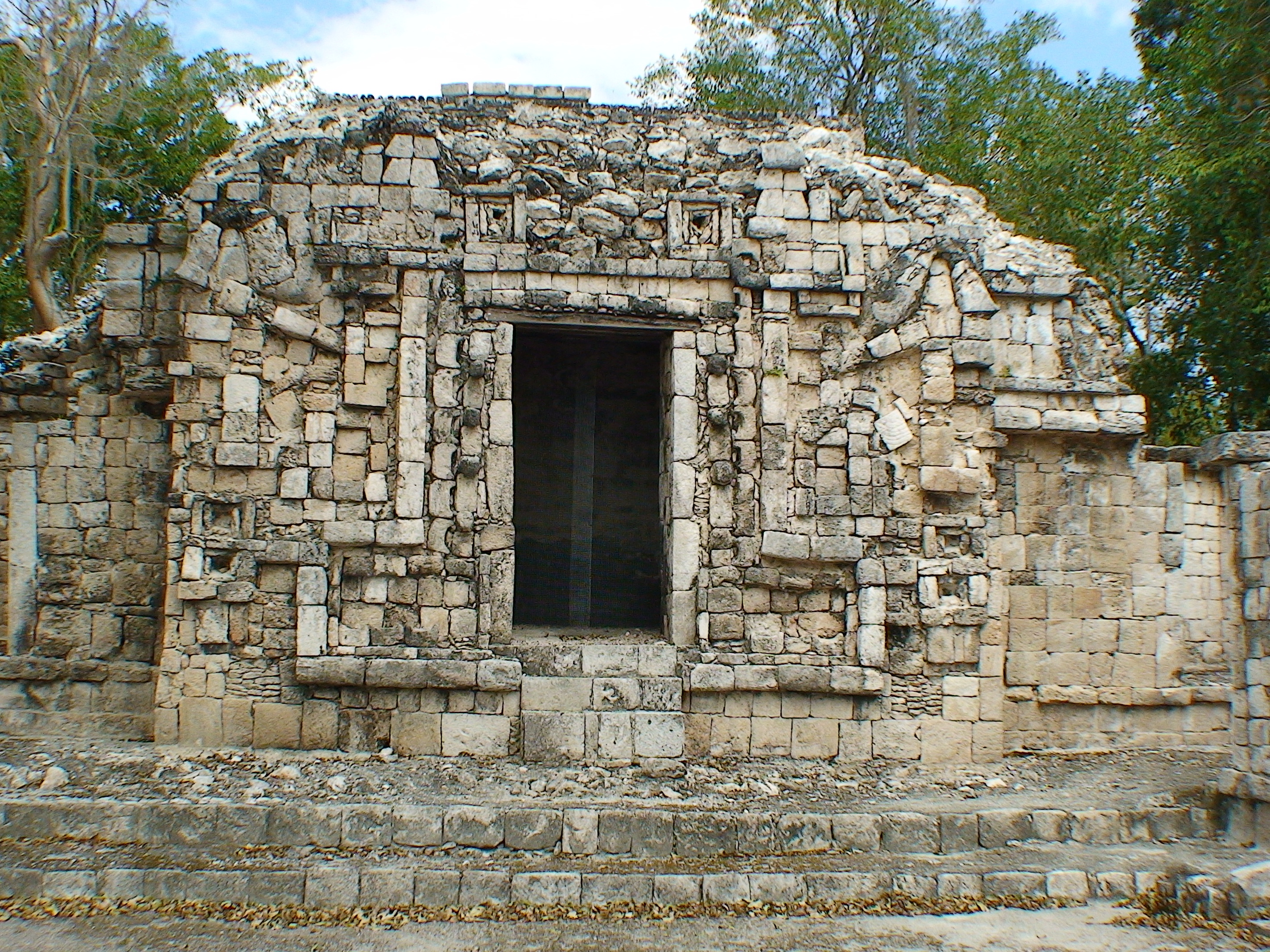
Una struttura di Santa Rosa Xtampak

Le rovine di Santa Rosa Xtampak, che si trovano su un altipiano a nord-est di Hopelchén, vennero documentate per la prima volta da John Lloyd Stephens e Frederick Catherwood nel 1843. Anche se nelle architetture del sito prevale lo stile Chenes, sono documentate anche tracce  dell'influsso degli stili Puuc e Río Bec. Il sito presenta un'alta concentrazione di edifici e, nel momento del massimo splendore, ospitava circa 10.000 abitanti. L'importanza del sito è messa in evidenza anche da più di dieci iscrizioni geroglifiche con informazioni su sovrani ed avvenimenti storici.